# Нижний Красный Яр
Нижний Красный Яр — село в Лысковском районе Нижегородской области России. Входит в состав Валковского сельсовета.

## География
Находится на левом берегу Волги на расстоянии приблизительно 19 километров по прямой на северо-восток от города Лысково, административного центра района.

## История
Известно с 1850 года как деревня.

## Население
Постоянное население составляло 163 человека (русские 100%) в 2002 году, 123 в 2010.